# Kompetensmatris
En kompetensmatris är ett underlag för att utvärdera en grupps kompetens. En kompetensmatris kan användas i planeringen för vilka fält som behöver kompletteras kunskapsmässigt, samt underlätta vid planering av utbildning och inhämtning för kommande kunskapsbehov. En kompetensmatris kan även hjälpa till vid akuta behov av kompetens som normalt sett inte används i det dagliga arbetet.